# Ulcère œsophagien
 Mise en garde médicale
L'ulcère œsophagien est un ulcère attaquant l'œsophage.

## Causes
L'ulcère œsophagien est le plus communément causé par une œsophagite nécrosante. Il est aussi couramment dû à un reflux gastro-œsophagien, une infection mycotique ou bactérienne (notamment par H. pylori). Il peut également être causé par l'absorption de produits chimiques, comme une ingestion excessive de médicaments (notamment d'anti-inflammatoires). En outre, une mauvaise ingestion de médicaments (sans excès) peut aussi en être la cause notamment à la suite d'une administration d'un comprimé nu par voie orale sans coupler la prise à une ingestion d'un liquide. Le médicament peut donc adhérer à la muqueuse œsophagienne puis libérer son principe actif. Est aussi parfois provoqué par la cigarette, l'alcool, et le régime alimentaire.

## Symptômes
- brûlures de l'estomac
- inflammations de l'œsophage
- indigestions
- crampes abdominales[3]